# Denkmal für Soldat und Matrose

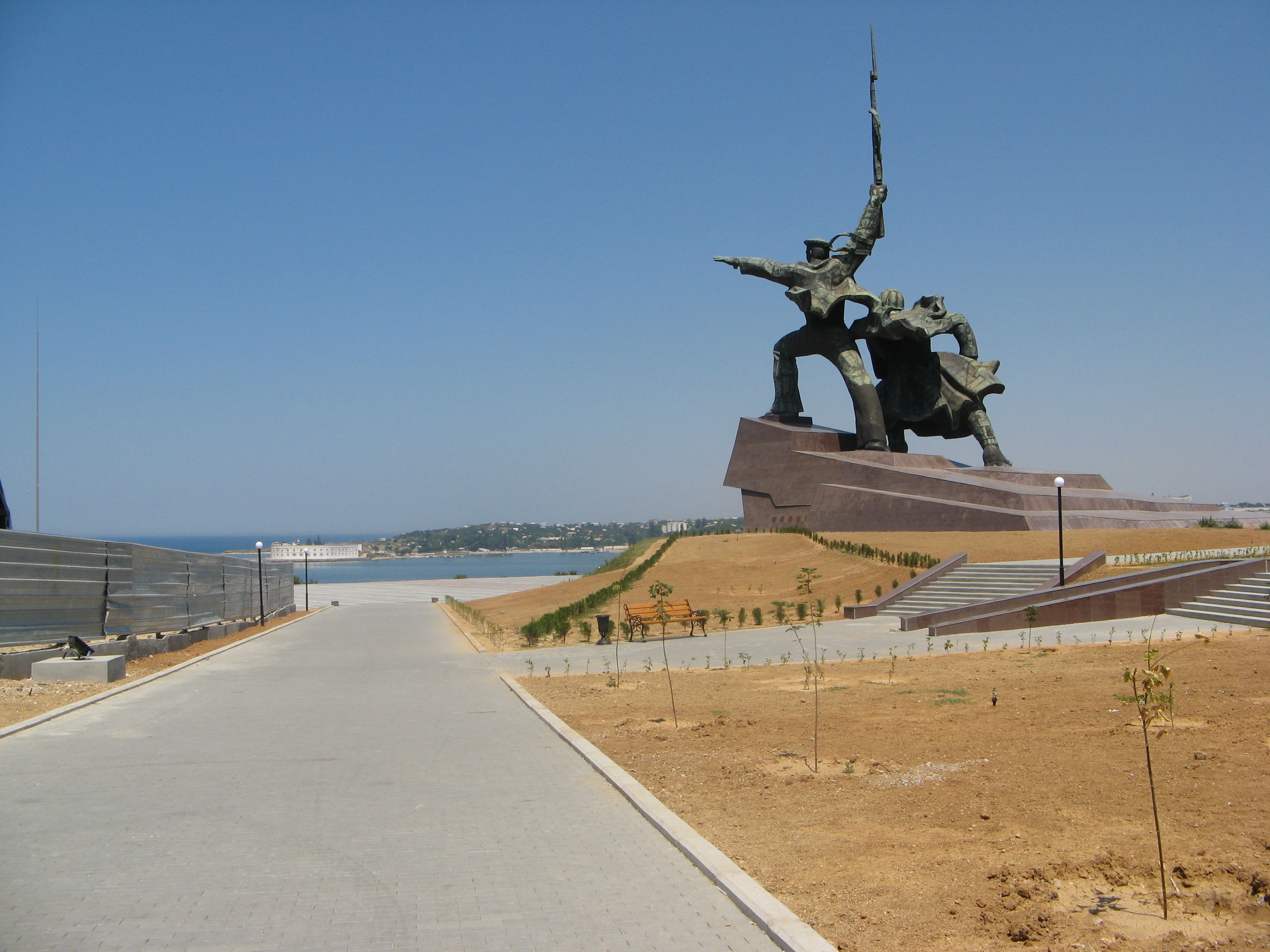
Denkmal für Soldat und Matrose (2007)

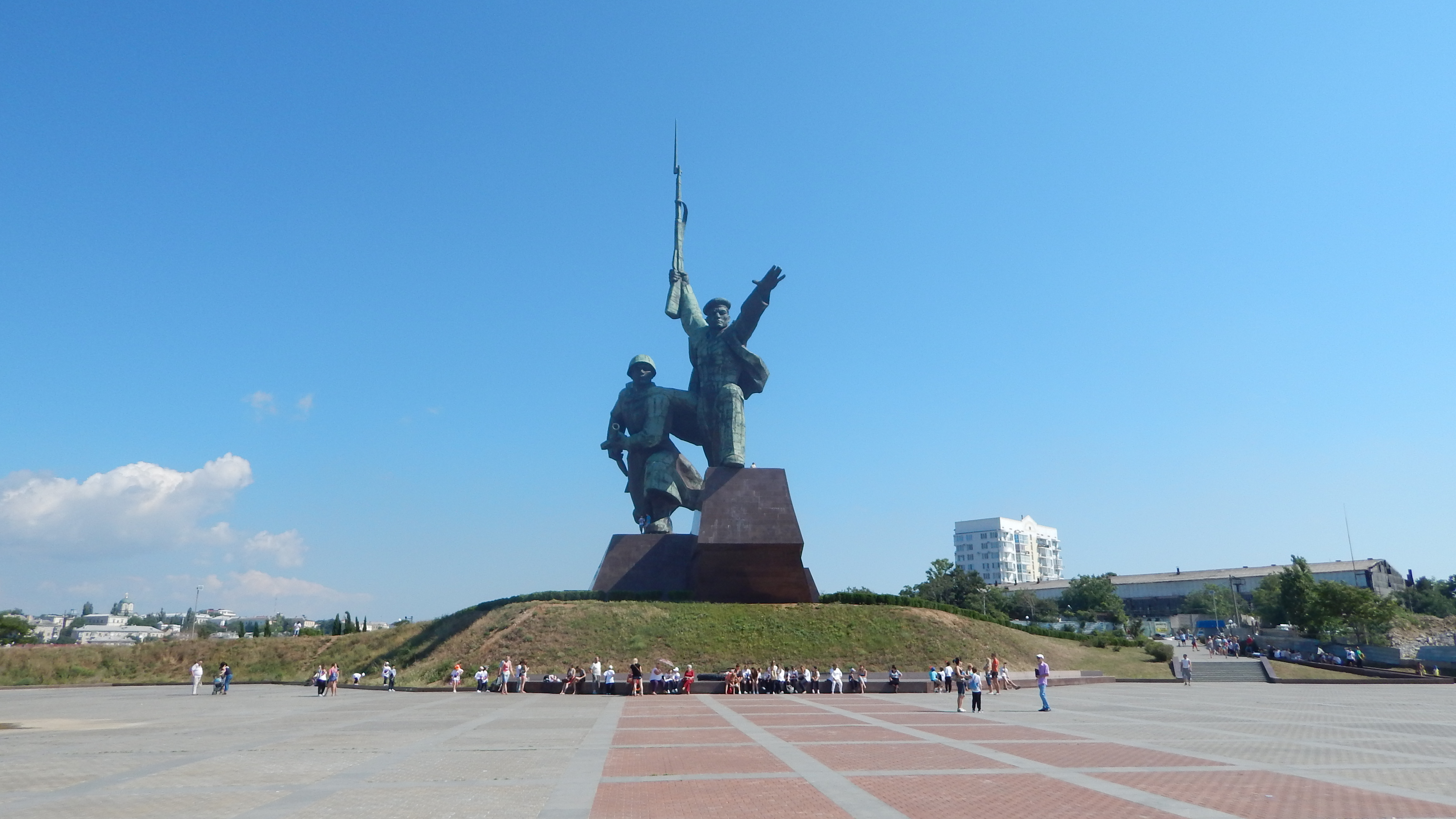
Denkmal für Soldat und Matrose (2015)

Das Denkmal für Soldat und Matrose (ukrainisch Меморіал «Солдат і Матрос» Memorial „Soldat i Matros“, russisch Памятник «солдату и матросу» Pamjatnik „Soldatu i Matrosu“) ist eine monumentale Gedenkstätte in der ukrainischen Stadt Sewastopol.

## Geschichte
Bereits im Jahr 1972 wurde der Beschluss gefasst, ein Denkmal für Soldaten und Matrosen in Sewastopol zu errichten. Durch Bodenuntersuchungen und andere Vorplanungen, die zusammen acht Jahre andauerten, entstand es erst ab dem Jahr 1981 in unmittelbarer Nähe zum Denkmal Bajonett und Segel. Entworfen wurde die Anlage von S. Wojzechowskij und Wasilij Klimik, als Bildhauer agierten E. Belostozkij, G. Petroschewitsch und Oxana Alexandrowna Suprun, als Architekten K. Sidorow und A. Umanskij. Die Gesamtleitung wurde dem Architekten
Mikola Scharikow übertragen. Die große Zahl von beteiligten Personen erwies sich als Hemmnis für die Umsetzung, da mehrfach Planänderungen nötig wurden.
Im Jahr 1988 mussten die Arbeiten allerdings aufgrund von Geldmangel eingestellt werden. Es war zu diesem Zeitpunkt zu 70 Prozent abgeschlossen. Zudem gab es Zweifel am künstlerischen Wert. Der Stadtrat von Sewastopol überlegte schon 1990 – lange vor dem Referendum über die Unabhängigkeit der Ukraine – den Abriss des Denkmals vorzuschlagen. Der Siegerentwurf zu einer Neugestaltung des Kristallkaps sah das Denkmal im gleichen Jahr nicht mit vor. Der Zerfall der Sowjetunion ließ diese Pläne in Vergessenheit geraten. In den folgenden Jahren gab es Fälle von Diebstahl im Denkmalbereich. Im Jahr 2004 entschied man sich aber schließlich für die Fertigstellung der Gedenkstätte. Die Einweihung erfolgte am 8. Mai 2007, dem Vorabend vom Tag des Sieges. Auch danach gab es Kontroversen zum Umgang mit dem Denkmal.

## Lage und Umfeld
Das Denkmal wurde auf dem Kristallkap (ukrainisch Мис Кришталевий Mys Kryschtalewij, russisch Мыс Хрустальный Mys Chrustalnyj) am Ufer des Schwarzen Meeres errichtet. Man wählte diesen Standort, da er von den meisten Punkten der Stadt aus zu sehen ist. Der nördliche Vorplatz, der auch als Aussichtsplattform dient, wurde gepflastert, um hier Gedenkveranstaltungen abhalten zu können. Auch eigene Parkplätze für die Besucher des Denkmals sowie eine Baumallee mit Blumen und Rasen wurden in der Nähe angelegt. Geplant war zudem ursprünglich, eine Ewige Flamme sowie einen Gedenkkomplex mit Museum zu errichten. Die Ewige Flamme wurde 2007 entzündet. Auf die anderen geplanten Elemente der Gedenkstätten musste aus finanziellen Gründen verzichtet werden. Den Vorplatz nutzen Inlineskater und Skateboarder.
Vor der Annexion der Krim durch die Russische Föderation im Jahr 2014 hatte man mit dem Bau eines Hochhauskomplexes (Arowana Dragon Towers) in der Nähe des Denkmals begonnen, welcher die Besatzer störte, weil er illegal errichtet worden sei und den Blick auf die Denkmäler versperre. Daher wurde der unfertige erste Turm nach mehreren Anläufen am 27. Dezember 2014 gesprengt. Im Jahr 2020 wurde erneut mit einem großen Bauprojekt direkt neben dem Denkmal begonnen. Diesmal begann man mit dem Bau der Choreografischen Akademie (russisch Хореографическая академия Choreografitscheskaja akademija) sowie mit der Neuordnung des Gebietes, in dem zahlreiche Grundstücke beschlagnahmt wurden.

## Beschreibung
Auf einem zum Meer hin ansteigenden gefliesten Sockel stehen zwei monumentale Figuren, die nach vorn streben. Angeblich sind die Gesichter Rumänien und die Rücken Deutschland zugekehrt, also den beiden Hauptgegnern im Kampf um Sewastopol. Dieser Aspekt wurde von der Kunstwissenschaft kritisiert, da man dem größeren Feind den Rücken zukehre. Dabei handelt es sich aber um einen urbanen Mythos, denn die Gesichter schauen gen Nordwesten, so dass im Rücken der Südosten zu finden ist. Der Matrose, erkennbar an der Tellermütze, reckt mit der rechten Hand ein Gewehr mit Bajonett gen Himmel und weist mit der linken Hand vorwärts, der Soldat, der einen Stahlhelm trägt, folgt ihm und richtet seine Waffe – ein Infanterie-Maschinengewehr – nach vorn. Die Kleidung beider Figuren wird als wehend dargestellt, um ihren Vorwärtssturm zu verdeutlichen. Veteranen kritisierten hingegen, die Darstellung sei zu künstlich und erinnere eher an Ballett oder aus der Ferne an eine Spinne. Die Höhe des Denkmals wird mehrheitlich mit 41 Meter angegeben.

## Bedeutung
Das Denkmal zählt zu den höchsten in der Sowjetunion errichteten und gilt seit seiner Fertigstellung als einer der meistbesuchten Orte Sewastopols, was aber auch mit der Aussichtsplattform zusammenhängt. Errichtet wurde es zum Gedenken an die Soldaten und Matrosen, die im Zweiten Weltkrieg kämpften. Es soll dabei insbesondere an die Wiedereroberung von Sewastopol in der Schlacht um die Krim im Jahr 1944 erinnern, aber auch an die Verteidiger, die in der Schlacht um Sewastopol 1941–1942 die Angriffe der Wehrmacht und der anderen Achsenmächte mehr als ein halbes Jahr lang abwehren konnten.
Eine Kopie wurde in den Miniaturenpark in Bachtschyssaraj aufgenommen.